# چشمه آب گرم گلگیر
چشمه آب گرم گلگیر مسجدسلیمان این چشمه در حدود ۳۰ کیلومتری شهر مسجدسلیمان و در بخش گلگیر و در دامنه کوه های آسماری و جاده حاجی آباد قرار دارد.چشمه آب گرم گلگیر از جاذبه های گردشگری مسجد سلیمان هستند و در بخش مرکزى شهرستان قرار دارند.
این جاذبه طبیعی به عنوان یک مکان در حوزه گردشگری درمانی همه روزه در اختیار عموم مردم قرار دارد.خواص درمانی درمان بیماری‌های پوستی، کمک به بهبود بیماری‌های اعصاب، دردهای عضلانی و کاهش استرس است .دمای آب چشمه گلگیر به حدود ۴۰ درجه سانتی‌گراد می‌رسد این چشمه‌های آب گوگردی دارای خاصیت درمانی می‌باشند و به‌صورت خودجوش از زمین جاری شده است در فصل زمستان و پاییز، دارای آب گرم و در تابستان، دارای آب سرد هست.